# 朱惺公
朱惺公（1900年—1939年），字松庐，江苏省丹阳县吕城镇人，是上海租界孤岛时期第一位因宣传抗日遭汪精衛政府暗杀的著名新闻记者。

## 生平
朱惺公出身中医家庭，但由于父母早亡，只读了七年书就被迫辍学，此后当店员谋生，但业余自学写作。喜好抽烟、飲酒、吟诗、古文，号称狂士。
1928年，朱惺公任《浙江商报》副刊编辑，1932年任上海中国化学工业社广告科科长，一度兼任《时代日报》特约编辑。
1937年中日戰爭淞沪会战后，化学工业社裁员，朱惺公失业，经营机杼出版社，又告失败。
1938年2月，上海美商《大美晚报》（Shanghai Evening Post and Mercury）中文版发行人张似旭聘任朱惺公为副刊《夜光》编辑。因宣传抗日，首创“沪西歹土”四字称号，又连载《民族正气——中华民族英雄专辑》和《汉奸史话》，又以“陈剑魂”笔名将汪精卫当年行刺滿清摄政王載灃未遂于狱中所写的絕命詩“慷慨歌燕市，从容作楚囚。引刀成一快，不负少年头。”改为“当时慷慨歌燕市，曾羡从容作楚囚。恨未引刀成一快，终惭不负少年头。”，讥讽汪精卫卖国。
1939年6月15日，朱惺公收到汪精衛政府特工總部（通稱「76號」）以“中国国民党铲共救国特工总指挥部”的名义送去的恐吓信，声称如不改变抗日态度，即判处死刑，不管朱是否要參加審判。他不为所动，反而在6月20日的副刊上发表《将被国法宣判死刑者之自供》，表示死而无憾，他寫道：「茲當貴部尚在容忍之日，余不能無一詞以辯，是以在將死未死之前，披肝瀝膽而自為之供，所以答貴部者，亦即所以告社會人士知余死之而不冤也。”又說：“秦檜，誤國之大奸也，究無通敵作倀之史証。而今日之汪精衛則不然，居然將欲欣膺偽命，袍笏登場矣。是則汪精衛已由秦檜，而進一步作劉豫受金主齊王之封矣。以奸惡如劉豫者，而欲國人不反對，是則除非將中國人皆殺盡，方可安享其永久之祿位。否則中國如尚有一人，必將誓死以反對。余固中國之一人耳，貴部即能殺余一人，其如中國尚有四萬萬五千萬人何！”還写自挽联“懦夫畏死终须死；志士求仁几得仁？”
8月30日下午4时30分，朱惺公从北河南路94号寓所步行去报馆时，在上海北河南路与天潼路口被「76號」特工吴四宝、茅子明和张国震用消音手枪行刺，擊中太阳穴而死
。9月1日，在胶州路万园殡仪馆举行追悼会，1945年日本投降後，受到國民政府明令表彰。後葬於沪西虹桥烈士丛墓中。